# Atsuto Tatara
Atsuto Tatara (japanisch 多々良 敦斗 Tatara Atsuto; * 23. Juni 1987 in Shizuoka) ist ein japanischer Fußballspieler.

## Karriere
Tatara erlernte das Fußballspielen in der Schulmannschaft der Shimizu Higashi High School und der Universitätsmannschaft der Shizuoka-Sangyo-Universität. Seinen ersten Vertrag unterschrieb er 2010 bei Matsumoto Yamaga FC. Der Verein spielte in der dritthöchsten Liga des Landes, der Japan Football League. Am Ende der Saison 2011 stieg der Verein in die J2 League auf. Für den Verein absolvierte er 159 Ligaspiele. 2015 wechselte er zum Erstligisten Vegalta Sendai. Für Sendai absolvierte er elf Erstligaspiele. 2016 wechselte er zum Zweitligisten JEF United Chiba. Für den Verein absolvierte er 30 Ligaspiele. 2018 wechselte er zum Ligakonkurrenten Roasso Kumamoto. Für den Verein absolvierte er 14 Ligaspiele. 2019 wechselte er zu FC Maruyasu Okazaki. Nach 57 Ligaspielen unterschrieb er im Juli 2022 einen Vertrag beim ebenfalls in der vierten Liga spielenden ReinMeer Aomori FC. Bis Ende 2023 bestritt er hier 43 Ligaspiele. Zu Beginn der Saison 2024 wechselte er zum Fünftligisten Blancdieu Hirosaki FC. Am Ende der Saison 2024 feierte er mit dem Verein die Meisterschaft der Tohoku Soccer League (Div.1).

## Erfolge
Blancdieu Hirosaki FC
- Tohoku Soccer League (Div.1): 2024